# Leptomyrmex mjobergi
Leptomyrmex mjobergi es una especie de hormiga del género Leptomyrmex, subfamilia Dolichoderinae. Fue descrita científicamente por Forel en 1915.
Se distribuye por Australia. Se ha encontrado a elevaciones de hasta 950 metros. Vive en microhábitats como nidos, el forraje y debajo de piedras.